# 1952년 미국 하원의원 선거
1952년 미국 하원의원 선거는 1952년 11월 4일 미국에서 치러진 하원의원 선거로, 같이 치러진 1952년 미국 대통령 선거에서 드와이트 아이젠하워 후보가 대통령에 당선된 것에 힘입어 공화당이 과반을 차지하였다.

## 선거 결과

### 정당별 선거 결과
의석수
| 정당   | 의석수 |
| ------ | ------ |
| 공화당 | 221석  |
| 민주당 | 213석  |
| 무소속 | 1석    |
| 합계   | 435석  |

득표
| 정당       | 득표수     | 득표율 |
| ---------- | ---------- | ------ |
| 민주당     | 28,642,537 | 49.8%  |
| 공화당     | 28,393,794 | 49.3%  |
| 진보당     | 145,171    | 0.3%   |
| 뉴욕자유당 | 112,941    | 0.2%   |
| 미국노동당 | 94,946     | 0.2%   |
| 기타       | 181,351    | 0.3%   |
| 총합       | 57,570,740 |        |